# Ilyoplax ningpoensis
Ilyoplax ningpoensis is een krabbensoort uit de familie van de Dotillidae. De wetenschappelijke naam van de soort is voor het eerst geldig gepubliceerd in 1940 door Shen.